# Pastor Oliveira
Pastor Oliveira (Benevides),  é um político brasileiro, filiado ao Republicanos. Nas eleições de 2022, foi eleito deputado estadual pelo AP.